# Turistická značená trasa 0611
 Turistická značená trasa 0611 je 21,2 km dlouhá červeně značená trasa Klubu českých turistů v okrese Přerov spojující Hranice s Lipníkem nad Bečvou. Trasa vede Bečevskou bránou a Podbeskydskou pahorkatinou převážně západním směrem.

## Průběh trasy

### Hranice - Teplice nad Bečvou
Turistická trasa má svůj počátek na náměstí v Hranicích na rozcestí se zde výchozími trasami modře značenou 2219 rovněž do Lipníka nad Bečvou a zeleně značenou 4825 do Hrabůvky. Průchozí je zde žlutě značená trasa 7831 z místního nádraží do Mariánského údolí. Trasa vede nejprve jihovýchodním směrem ulicemi Svatoplukovou a Teplickou, poté se stáčí k severovýchodu a ulicí Partizánskou podchází železniční trať Hranice na Moravě – Púchov. Zde již vede v souběhu s červeně značenou okružní trasou 9607. U místního autokempu se opět stáčí k jihovýchodu a lesní pěšinou stoupá k vyhlídce U svatého Jana a dále k pozůstatkům hradu Svrčov. K oběma místům jsou zřízeny červeně značené odbočky. Za Svrčovem vstupuje trasa 0611 do krátkého souběhu opět s trasou 4825 a poté vede pěšinou po okraji lesa k Hranické propasti. Od ní klesá k jihozápadu k železniční zastávce v Teplicích nad Bečvou, kde opět vstupuje do souběhu s trasou 4825. Podchází silnici I/35, opět železniční trať a přechází řeku Bečvu. Před mostem končí souběh s trasou 9607, za ním u Zbrašovských jeskyní s trasou 4825.

### Teplice nad Bečvou - Helfštýn
Trasa stoupá západním směrem teplickým lázeňským areálem a poté samotnou obcí. V místní části Zbrašov vede v krátkém souběhu opět se žlutě značenou trasou 7831. Za ní opouští silnici a lesní pěšinou stoupá k vrcholu Polomné. Západně od něj vstupuje na asfaltovou komunikaci a tou pokračuje jihozápadním směrem přes vrchol Křivý, kde se opět křižuje se zeleně značenou trasou 4825, dále na Maleník, kde se nachází rozcestí se zde výchozí žlutě značenou trasou 7830 do Jezernice a poté k turistické chatě U Huberta. Zde se nachází rozcestí s výchozími modře značenou trasou 2281 do Chropyně a žlutě značenou trasou 7879 do Týna nad Bečvou. Trasa mění svůj směr na severozápadní, stále po asfaltové komunikaci stoupá do sedla pod Krásnicí a odtud klesá po zpevněné lesní cestě pod hrad Helfštýn. K jeho bráně stoupá opět po asfaltové komunikaci krátce i v souběhu opět s modře značenou trasou 2219.

### Helfštýn - Lipník nad Bečvou
Od hradu Helfštýn klesá trasa lesní pěšinou nejprve k jihozápadu a poté k severozápadu do Týna nad Bečvou. V jeho centru se nachází rozcestí se zde končící žlutě značenou trasou 7879 a červeně značenou odbočkou vedoucí k místnímu kostelu. Trasa 0611 opouští Týn nad Bečvou severozápadním směrem po cyklostezce nejprve poli a poté lužním lesem u Škrabalky. U mostu přes Bečvu na rozcestí se zde končící modrou trasou 2219 vstupuje do zástavby Lipníka nad Bečvou. Smetanovou ulicí je vedena do centra, kde vstupuje do souběhu s modře značenou trasou 2231 z Hranic. Společně vedou k místnímu nádraží, kde obě končí. Výchozí je zde žlutě značená trasa 7829 do Staměřic.

## Historie
- Trasa dříve nevedla kolem vrcholu Polomné, ale jižněji po silnici Teplice nad Bečvou - Valšovice
- Trasa dříve nekončila v Lipníku nad Bečvou, ale pokračovala podél železniční trati na západ a poté přes pole do Tupce a Veselíčka, dále v trase dnešní  žluté trasy 7829 do Staměřic a následně červené 0628 k prameni Odry.[3]

## Turistické zajímavosti na trase
- Kostel Stětí svatého Jana Křtitele v Hranicích
- Národní přírodní rezervace Hůrka u Hranic
- Naučná stezka Kolem Hranické propasti
- Vyhlídka U svatého Jana Nepomuckého
- Hrad Svrčov
- Hranická propast
- Lázně Teplice nad Bečvou
- Kaple svatého Peregrina v Teplicích nad Bečvou
- Zbrašovské aragonitové jeskyně
- Kaple Nejsvětější Trojice v Teplicích nad Bečvou
- Naučná stezka Valšovice
- Turistická Chata U Huberta
- Hrad Helfštýn
- Muzeum Bedřicha Smetany v Týně nad Bečvou
- Kostel Nanebevzetí Panny Marie v Týně nad Bečvou
- Přírodní rezervace Škrabalka
- Naučná stezka Škrabalka
- Kaple svatého Josefa v Lipníku nad Bečvou
- Meditační zahrada svatého Jakuba v Lipníku nad Bečvou
- Kostel svatého Jakuba v Lipníku nad Bečvou
- Památník obětem válek v Lipníku nad Bečvou